# NOW Big Hits 2005
NOW Big Hits 2005 er et dansk opsamlingsalbum udgivet den 14. november 2005 af NOW Music. Albummet er en dobbelt-cd bestående af nogle af de største hits fra 2005.

## Trackliste

### Cd 1
1. Gwen Stefani: "Hollaback Girl"
2. Anastacia: "Welcome To My Truth"
3. The Black Eyed Peas: "Don't Phunk With My Heart"
4. Backstreet Boys: "Incomplete"
5. Mario: "Let Me Love You"
6. Akon: "Lonely"
7. Nik & Jay: "Ka' Du Høre Hende Synge"
8. Blue: "Curtain Falls"
9. Jamie Cullum: "Everlasting Love"
10. Natalie Imbruglia: "Shiver"
11. Sanne Salomonsen: "You've Never Been Loved Before"
12. Lucie Silvas: "What You're Made Of"
13. Usher & Alicia Keys: "My Boo"
14. Natasha Bedingfield: "These Words"
15. Brian McFadden & Delta Goodrem: "Almost Here"
16. Amerie: "1 Thing"
17. Kylie Minogue: "I Believe In You"
18. Sunset Strippers: "Falling Stars"
19. Tina Dickow: "Nobody's Man"
20. Anna David: "Fuck Dig"

### Cd 2
1. Rob Thomas: "Lonely No More"
2. Gavin DeGraw: "I Don't Want To Be"
3. R.E.M.: "Aftermath"
4. Maroon 5: "Sunday Morning"
5. Johnny Deluxe feat. Anna Nordell: "Drømmer Jeg"
6. Good Charlotte: "I Just Wanna Live"
7. Moby: "Lift Me Up"
8. Daniel Bedingfield: "Nothing Hurts Like Love"
9. The Loft: "City Of Dreams"
10. Gorillaz: "Feel Good Inc."
11. Avril Lavigne: "Nobody's Home"
12. Beth Hart: "Learning To Live"
13. Thomas Helmig: "Det Der"
14. Ataf: "Sommerfugl"
15. 3 Doors Down: "Let Me Go"
16. Hoobastank: "The Reason"
17. Junior Senior: "Itch You Can Scratch"
18. The Killers: "Somebody Told Me"
19. The Raveonettes: "Love In A Trashcan"
20. Mew: "Apocalypso"